# Chalkwell
Chalkwell – dzielnica miasta Southend-on-Sea, w Anglii, w Esseksie, w dystrykcie (unitary authority) Southend-on-Sea. W 2011 osada liczyła 10 045 mieszkańców.